# Krešimir Baranović
Krešimir Baranović (Šibenik, 1894. június 25.  – Belgrád, 1975. november 17.) horvát zeneszerző és karmester volt. Tanulmányait Zágrábban, Bécsben és Berlinben végezte. A Zágrábi Opera, a Belgrádi Opera igazgatója és karmestere, valamint a Belgrádi Zeneakadémia tanára volt. Egyfajta szláv expresszionizmus jegyében, amely Janáček és néhány 19. századi orosz mester műveiben is megfigyelhető, Baranovićnak a két világháború közötti horvát zenében, korának bármely más horvát zeneszerzőjénél jobban sikerült legyőznie a nemzeti és az egyetemes közötti ellentmondást. A „Licitarska srce” és az „Imbrek z nosom” című balettekkel megalapította a modern horvát balettet.

## Élete és pályafutása
1908 és 1912 között Zágrábban tanult zenét. Dragutin (Carlo) Kaisernél vett magánórákat, majd a Szerb Zenei Intézet iskolájába járt, ahol Fran Lhotkánál kürtöt tanult. Ezt követően a bécsi Zeneakadémiára (1912-1914), majd Berlinbe (1921-1922) került. 1915–1943 között a zágrábi Horvát Nemzeti Színház karmestere (1929–1940 között pedig igazgatója) volt, ekkor élte át élete legszebb időszakát. Az 1927/28-as évadban az Anna Pavlova balettcsoport európai turnéjának, valamint hosszú ideig a Lisinski Kórus karmestere is volt. Zágráb elhagyása után a háború első éveiben az ógradiskai táborban raboskodott, majd egy ideig a Pozsonyi Rádiózenekar karmestere (1943), valamint a Pozsonyi Opera igazgatója (1945-1946) volt. 1946-tól 1964-ig a Belgrádi Zeneakadémia karmester- és hangszerelés tanára, 1951-től 1961-ig a Belgrádi Filharmonikusok igazgatója és karmestere. 1954-től a Jugoszláv Tudományos és Művészeti Akadémia munkatársa volt. 1968-tól volt a Szerb Tudományos és Művészeti Akadémia tagja.

## Művei
Egyfajta szláv expresszionizmus jegyében, amely Janáček és néhány 19. századi orosz mester műveiben is megfigyelhető, Baranovićnak korának bármely más szerb zeneszerzőjénél jobban sikerült legyőznie a szerb és horvát két világháború közötti zenében a nemzeti és az egyetemes közötti ellentmondást. Értékes műveiben a „Licitarska srce” (Mézeskalács szív) című balettben (1924), a „Z mojih bregov” (Dombjaimról) című dalciklusban (Fran Galović verseire, 1927) és a „Striženo-košeno” (Nyírt-kaszált) című komikus operában (1932) az idióma hitelességét a Stravinsky-dimenziók művészi átalakításának alapjain a Horvát Zagorje népzenéjéből merítette. Baranović a hangszerelés csodálatos mestere volt, akinek markáns ritmikai struktúraérzéke és sajátos humorérzéke, még a durva groteszk „Imbrek z nosom” (Imbrek orral, 1935) című balettnél is kikerülte a neoklasszicista zene restaurátorainak gesztusait, tágítva a műfajok tartományát a kifejezőkészség, különösen a harmónia tekintetében. Míg Baranović 1943 utáni művei – az „Iz osame” (A magányból, saját verseire, 1944) és az „Oblaci” (Felhők, Dobriša Cesarić verseire, 1963) című zenekari költemények felszabadítják a disszonáns harmonikus elemeket, addig az 1960-as és 1970-es évek nagyobb vokális és hangszeres művei tisztelegve az elkötelezett realizmusnak nevezett esztétika által megkövetelt leegyszerűsítések előtt sohasem.
Baranović szimfonikus és különösen operakarmesterként nagyban gazdagította a reprodukció gyakorlatát. Horvátországban 1918-ban elsőként vezényelte Muszorgszkij Borisz Godunovját és 1937-ben  Sosztakovics Katerina Izmailováját, és ő volt az első, aki Sztravinszkij legfontosabb balettjeit állította a zágrábi színpadra, Csehszlovákián kívül pedig elsőként vezényelte Smetana Libuše című darabját. Nagy figyelmet szentelt a horvát zeneszerzők legjelentősebb zeneszínházi művei első bemutatóinak is.

### Színpadi művek
- Licitarsko srce (szöveg: Krešimir Baranović), balett (1924., Zagreb)
- Cvijeće male Ide (szöveg: Margareta Froman, Hansu Christianu Andersenu után), balett (1925., Zagreb)
- Striženo-košeno (szöveg: Gustav Krklec), komikus opera (1932., Zagreb)
- Imbrek z nosom (szöveg: Krešimir Baranović), balett (1935., Zagreb)
- Nevjesta od Cetinjgrada (szöveg: Marko Fotez, August Šenoa „Turci idu” című műve alapján), komikus opera (1942.; 1951., Beograd)
- Kineska priča (szöveg: Dimitrije Parlić, Klabund „Der Kreidekreis” című műve alapján), balett (1955., Beograd)
- Zenék a következő színpadi művekhez: Tirena (Marin Držić), Dundo Maroje (Marin Držić), Antigoné (Szophoklész) és IV. Henrik (Shakespeare).

### Vokális művek
- Z mojih bregov (szöveg: Fran Galović) baritonra és zenekarra (1927.)
- Moj grad (szöveg: Vinko Nikolić) énekre és zenekarra (1943.)
- Iz osame (szöveg: Krešimir Baranović) énekre és zenekarra (1944.)
- Pan (szöveg: Miroslav Krleža), szimfonikus költemény versre, szólistákra, vegyes kórusra és zenekarra (1957.)
- Goran (szöveg: Ivan Goran Kovačić), kantáta versre, szólistákra és zenekarra (1960.)
- Oblaci (szöveg: Dobrica Cesarić) mezoszopránra és zenekarra (1963.)
- Šume, šume (szöveg: több horvát költő), kantáta vegyeskarra és zenekarra (1967.)
- Na moru (szöveg: Gustav Krklec) baritonra és zenekarra (1973.)

### Zenekari művek
- koncertnyitány (1916.)
- szimfonikus scherzo (1921.)
- Svatovac zenekarra (1922.)
- vonósnégyes (1924.)
- Poème balkanique zenekarra (1926.)
- Szvit a Licitarsko srce baletthez zenekarra (1927.)
- szimfonietta az Es Duruhoz (1939.)
- Pjesma guslara, rapszódia zenekarra (1945.)
- szimfonietta vonószenekarra (1952.), vonósnégyesre hangszerelve 1924.
- versenymű kürtre és zenekarra (1973.)

## Elismerései
- 1960: Belgrád városának Október díja a Goran kantátáért
- 1962: Július hetedike díj életművéért
- 1971: AVNOJ-díj
- Első osztályú munkaérdemrend
- Az első osztályú nemzeti érdemrend

## Fordítás
Ez a szócikk részben vagy egészben  a   Krešimir Baranović című angol Wikipédia-szócikk ezen változatának fordításán alapul.  Az eredeti cikk szerkesztőit annak laptörténete sorolja fel. Ez a jelzés csupán a megfogalmazás eredetét és a szerzői jogokat jelzi, nem szolgál a cikkben szereplő információk forrásmegjelöléseként.